# Шевчук Олег Борисович
Оле́г Бори́сович Шевчу́к (нар. 2 січня 1968, м. Київ) — підприємець, громадський та політичний діяч. Заступник голови ради Федерації роботодавців України, президент Конфедерації роботодавців України, Народний депутат України 3, 6 і 7 скликань.

## Освіта і наукова діяльність
У 1987 році з відзнакою закінчив Київський технікум радіоприладобудування. У 1994 році здобув диплом Київського державного університету імені Тараса Шевченка за спеціальністю радіофізик. 20 жовтня 2000 року захистив кандидатську дисертацію на тему «Управління ризиками інвестиційних проектів». У 2004–2006 роках докторант Інституту економіки та прогнозування НАН України, дисертація на тему «Економічна сутність становлення Інформаційного суспільства».
Автор та співавтор багатьох наукових праць та публікацій. Зокрема книг:
- «E-Ukraine. Інформаційне суспільство в Україні: бути чи не бути» (2001),
- «Електронний уряд» (2001),
- «Зелена Україна» (2002).
- «Судный век: информатизация, глобализация, тероризм и ближайшее будущее человечества» та інш.

## Кар'єра
1988–1989 роки — строкова служба у збройних силах, війська зв'язку.
З 1990 по 1996 роки — займається підприємницькою діяльністю у різних сферах економіки, засновник та Голова Правління групи компаній «Обрій».
У 1996–1998 роках — комерційний директор, заступник генерального директора з роботи із споживачами та маркетингу Українського об'єднання електрозв'язку «Укртелеком».
З 1996 року активно починає займатися розвитком руху роботодавців.
У 1997–1998 роках — генеральний секретар «Української Асоціації виробників феросплавів». З 1997 по 2004 рік — віце-президент «Українського Союзу промисловців і підприємців».
У 1998 році створює громадське об'єднання провідних учасників ринку телекомунікацій та інформаційних технологій «Телеком-клуб».
З 1999 р. по 2001 рік — очолює Державний комітет зв'язку та інформатизації України.
2001–2007 роки — повертається до бізнесу та громадської активності, сфера інтересів — ринок ІКТ. Створює та очолює громадську дослідницьку організацію «Інститут Інформаційного суспільства». З липня 2001 року — директор власноруч створеного «Інституту Інформаційного суспільства України». З жовтня 2001 року — віце-президент Асоціації захисту прав споживачів природних монополій «Антимонопольний союз».
У 2001 році створює та очолює одну з перших в Україні галузевих роботодавчих організацій — Всеукраїнське об'єднання роботодавців у галузі телекомунікацій та інформаційних технологій.
Жовтень — листопад 2002 — радник Прем'єр-міністра України на громадських засадах.
З 2003 року — голова Всеукраїнського об'єднання обласних організацій роботодавців у сфері телекомунікацій та інформаційних технологій.
З липня 2005 року по грудень 2007 — голова Наглядової ради Фонду соціального страхування з тимчасової втрати працездатності.
З лютого 2010 року — голова правління Фонду загальнообов'язкового державного соціального страхування України на випадок безробіття.
З 2012 року — Президент Конфедерації роботодавців України.
З 2013 року — заступник Голови Ради Федерації роботодавців України.
З квітня 2015 року — Голова Правління Фонду соціального страхування України.

## Політична кар'єра
З 1990 року — бере участь у політиці, 22 річний студент радіофізичного факультету Київського державного університету імені Тараса Шевченка Олег Шевчук обирається депутатом Київської міської ради. Протягом 1991–1992 років — секретар постійної комісії Київської міської ради народних депутатів з організації фізкультурно-оздоровчої діяльності, спорту, туризму та дозвілля киян.
З травня 1991 до 2006 року — у лавах Партії Зелених України. У 1997 році очолив Секретаріат партії та став заступником голови ПЗУ. Входить до низки громадських організацій екологічного спрямування.

### Парламентська діяльність
У 1998 році за списком ПЗУ обраний народним депутатом України 3-го скликання. Працював першим заступником голови Комітету Верховної Ради України з питань будівництва, транспорту та зв'язку. Співавтор низки законопроєктів: «Про поштовий зв'язок», «Про телекомунікації», «Про радіочастотний ресурс України» тощо. Склав депутатські повноваження 22 лютого 2000 року.
З березня 1998 р. по лютий 2000 року — народний депутат України 3-го скликання, перший заступник Голови Комітету ВР України з питань будівництва, транспорту та зв'язку. З березня 2000 — радник Голови Верховної Ради України.
Квітень 2002 — кандидат в народні депутати України від ПЗУ, № 2 в списку. На час виборів: директор Інституту інформаційного суспільства, член ПЗУ.
Березень 2006 — кандидат в народні депутати України від ПЗУ, № 5 в списку. На час виборів: докторант Інституту економічного прогнозування НАН України, член ПЗУ.
Народний депутат України 6-го скликання з листопада 2007 до грудня 2012 від «Блоку Юлії Тимошенко», № 95 в списку. На час виборів: директор Інституту інформаційного суспільства, безпартійний. Перший заступник голови Комітету з питань соціальної політики та праці.
З березня до листопада 2014 — народний депутат України 7-го скликання, фракція ВО «Батьківщина». Член Комітету з питань транспорту і зв'язку.

## Нагороди
Орден «За заслуги» III ступеня (листопад 1998). Лауреат Державної премії України в галузі науки і техніки (2000).

## Особисте життя
Захоплюється спортом та театром. Одружений, має двох синів: Антона (1989) і Олега (2007).